# Toshio Saeki

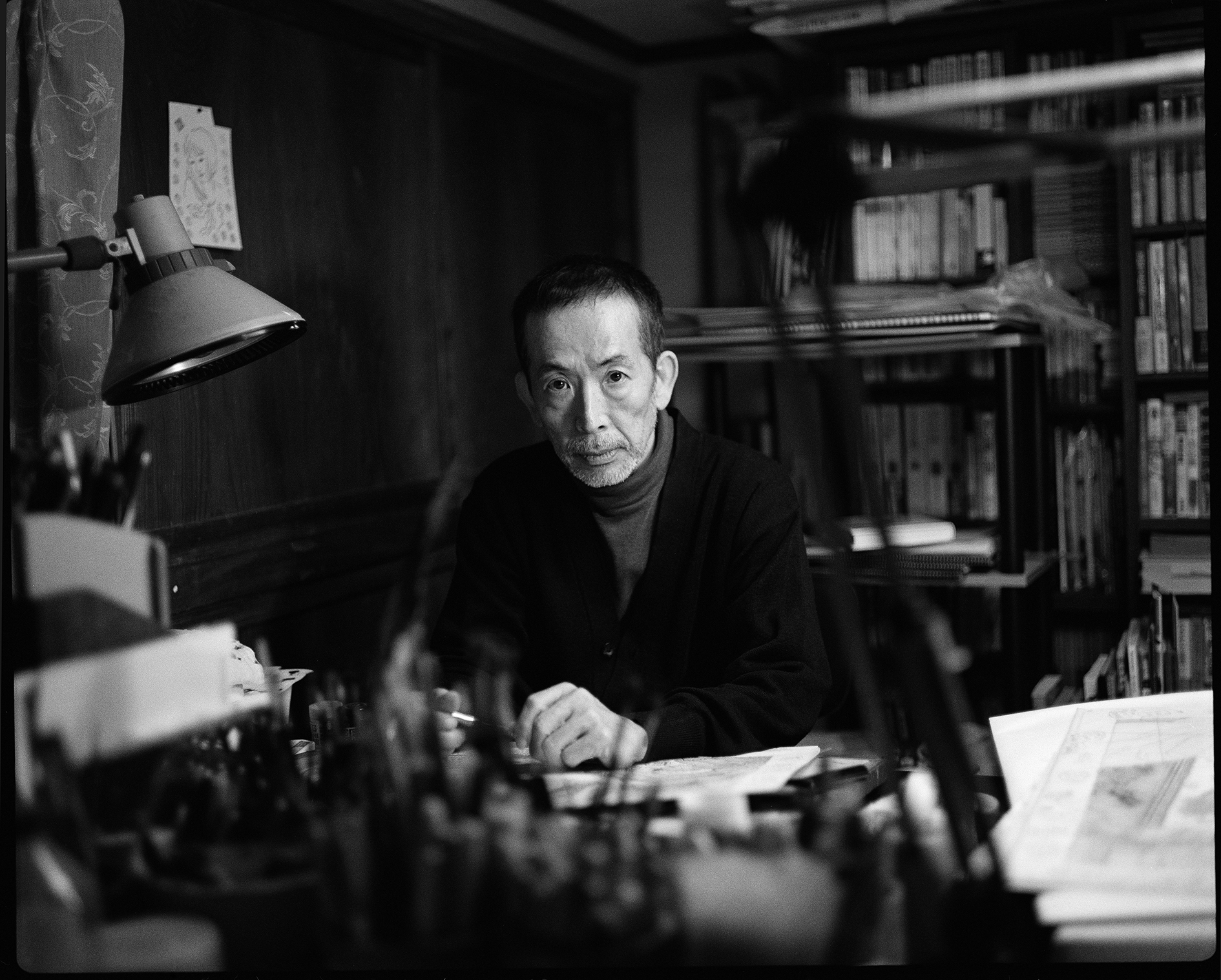
Tashio Saeki (2011)

Toshio Saeki (japanisch 佐伯俊男; geb. 1945 in der Präfektur Miyazaki; gest. 21. November 2019) war ein japanischer Illustrator
und Maler. Er wurde bekannt durch seine teils brutalen erotischen Darstellungen.

## Leben
Saeki wurde in der Präfektur Miyazaki geboren und wuchs ab einem Alter von vier Jahren in Osaka auf. Über seine familiäre Herkunft und sein übriges Privatleben ist wenig bekannt. Saeki mied die Öffentlichkeit bewusst, weil ihm das seiner Meinung nach ermöglichte, in seiner Kunst freier und provokanter zu sein.
Ab 1960 studierte er Westliche Malerei in Kyōto und arbeitete anschließend von 1963 bis 1966 als Werbedesigner in Osaka. Diese Stelle gab er auf, um eine Weltreise zu unternehmen. Er reiste unter anderem nach Europa, in die Sowjetunion und den Nahen Osten. Ab 1969 lebte Saeki in Tokio. In den 1970er-Jahren kam es auch in Japan zu einem zunehmend offeneren Umgang mit Sexualität. Toshio Saeki war jedoch trotz seines Genres nicht aktiv in der Sexclub-Szene. Auch hatte er keine Models, sondern malte in der Regel aus dem Kopf. In einem Interview sagte er dazu:

“I don’t think I could draw these scenes, if I was really into it myself […] I have to be distanced from it to be able to draw it in this way.”

„Ich glaube nicht, dass ich solche Szenen zeichnen könnte, wenn ich wirklich dabei wäre. Ich brauche die Distanz um es so zeichnen zu können“

Ende der 1980er-Jahre zog sich Saeki aus der Metropole Tokio zurück und lebte und arbeitete fortan in seinem Studio in der ländlichen Präfektur Chiba. Saeki hat Japan zeitlebens nur ein Mal verlassen. Saeki starb am 21. November 2019. Sein Tod wurde allerdings erst im Januar 2020 bekannt.

## Werk
Toshio Saeki war an Kunst aus dem Westen interessiert. Eine wichtige Inspiration für ihn war der Franzose Tomi Ungerer. Saekis Arbeiten stellen Sexualität und Brutalität oft sehr explizit dar und kombinieren die traditionellen Shunga- und Yōkai-Stile mit Elementen westlicher Kunst.
In seiner Tokioer Zeit veröffentlichte er unter anderem 1970 das Buch Saeki Toshio Gashū (佐伯俊男画集) und einige seiner Skizzen erschienen im Männermagazin Heibon Punch (平凡パンチ). Ebenfalls 1970 fand eine Soloausstellung in Paris am Bahnhof Saint-Lazare statt, bei der allerdings seine Originale gestohlen wurden. Diese Veröffentlichungen und Ausstellungen lenkten ein wachsendes öffentliches Interesse auf ihn. Auf dem Cover des 1972 erschienenen Albums Some Time in New York City von John Lennon und Yoko Ono ist eine Zeichnung von Saeki zu sehen, bei der eine teufelsähnliche Figur eine junge Frau in Schuluniform mit einem Messer angreift. 1979 erschien der Kurzfilm Demain la petite fille sera en retard à l’école von Michel Boschet, der auf Saekis Zeichnungen basiert und im Folgejahr den César für den besten animierten Kurzfilm gewann. Toshio Saeki hatte Ausstellungen unter anderem in San Francisco, Tel Aviv, Toronto und Taipeh sowie bei der Art Basel Hongkong.

## Ausstellungen (Auswahl)
(Quelle:)
- 2019: Banshou Kaiki – Toshio Saeki Works Exhibition, Jiu Xiang Ju Gallery, Taipeh, Taiwan
- 2016: SELECTED WORKS 1972–2016, Narwhal, Toronto, Kanada
- 2016: Toshio Saeki Print Exhibition, Kartel, Tel Aviv, Israel
- 2014: TOSHIO SAEKI, AISHONANZUKA, Hongkong
- 2010: Toshio Saeki Early Works, 111minnagallery, San Francisco, USA
- 2009: ONIKAGE, Span Art Gallery, Tokio
- 2006: Saeki Toshio 70, Kyōto und Tokio
- 1999: Yumemanji, Span Art Gallery, Tokio
- 1985: Toshio Saeki Solo Exhibit, Gray Box Gallery, San José, USA
- 1971: Akaihako, Gallery Décor, Tokio
- 1970: Toshio Saeki Book Release Solo Exhibit, Paris, Frankreich